# Кршивицкий, Николай Фаддеевич
Николай Фаддеевич Кршивицкий (1838 — не ранее 1909) — генерал-лейтенант, герой русско-турецкой войны 1877—1878 годов.

## Семья
Родился 17 мая 1838 года, сын генерал-майора Тадеуша (Фаддея, Тадея) Дементьевича Кршивицкого (1793—1884), происходил из дворян Новгородской губернии. Его братья:
- Константин (1840—1910) — генерал от инфантерии, Виленский, Ковенский и Гродненский генерал-губернатор, командующий войсками Виленского военного округа, член Государственного совета.
- Павел (1843—1900) — генерал-майор, помощник начальника артиллерии Приамурского военного округа.
- Викентий (1837—1908) — генерал-майор в отставке.
- Александр (23.04.1842 - 26.04.1913, погост Турны) — действительный статский советник.

## Биография
Образование получил в Новгородском кадетском корпусе, из которого выпущен 30 июня 1858 года прапорщиком в армейскую пехоту. 2 июля 1859 года произведён в поручики.
В 1863 году принимал участие в подавлении восстания в Польше, за отличие 30 апреля 1863 года зачислен в лейб-гвардии Измайловский полк с переименованием в подпоручики и 19 мая того же года получил чин поручика гвардии. 27 марта 1867 года получил чин штабс-капитана и 28 марта 1871 года — капитана. 4 июня 1872 года назначен флигель-адъютантом.
13 апреля 1875 года Кршивицкий был произведён в полковники и вскоре назначен командиром 2-го батальона лейб-гвардии Измайловского полка, во главе которого в 1877 году принял участие в кампании против турок на Дунае. 16 декабря 1877 года Кршивицкий был награждён орденом св. Георгия 4-й степени
В воздаяние за отличие, оказанное в сражении против Турок под Горным Дубняком, 12 Октября 1877 года, где, командуя баталионом и проходя по открытой местности под сильным огнём неприятеля, бросился в атаку и первым взбежал на вал укрепления.
За переход через Балканы он был награждён орденом св. Владимира 4-й степени с мечами и бантом, а за январские бои под Кюстендилем удостоен золотой сабли с надписью «За храбрость». По окончании войны Кршивицкий командовал в полку 1-м батальоном.
23 июля 1882 года он получил в командование 116-й пехотный Малоярославский полк, а с 13 января 1890 года, когда был произведён в генерал-майоры, состоял для особых поручений при командующем войсками Виленского военного округа. 10 февраля 1891 года назначен начальником 5-й стрелковой бригады.
21 августа 1896 года Кршивицкий был зачислен в запас по армейской пехоте, а вскоре произведён в генерал-лейтенанты с увольнением в отставку и поселился в Санкт-Петербурге (на 1898 год проживал по адресу: Стремянная, 16). На 1909 год по-прежнему проживал по тому же адресу, но в издании «Весь Петербург на 1911 год» уже не упоминается. Кршивицкий был холост и детей не имел.

## Награды
Среди прочих наград Кршивицкий имел ордена:
- Орден Святого Станислава 3-й степени (1862 год)
- Орден Святой Анны 3-й степени (1868 год)
- Орден Святого Станислава 2-й степени (1870 год)
- Орден Святой Анны 2-й степени (1874 год)
- Орден Святого Георгия 4-й степени (16 декабря 1877 года)
- Орден Святого Владимира 4-й степени (1878 год)
- Золотая сабля с надписью «За храбрость» (9 ноября 1877 года)
- Орден Святого Владимира 3-й степени (1883 год)
- Орден Святого Станислава 1-й степени (30 августа 1893 года)